# Kelli Giddish
Kelli Giddish (Cumming (Georgia), 13 april 1980) is een Amerikaanse actrice.

## Biografie
Giddish heeft de high school doorlopen aan de Forsyth Central High School in haar geboorteplaats Cumming (Georgia) waar zij in 1998 haar diploma haalde. Tijdens haar studie begon zij al met acteren in toneelstukken. Hierna ging zij studeren aan de University of Evansville in Evansville (Indiana) waar zij afstudeerde in theaterwetenschap. Na haar studie besloot zij om naar New York te verhuizen voor haar acteercarrière.

## Filmografie

### Films
- 2019 The Brief Tragedy of Ernest Carter - als de verteller
- 2012 Breathless – als Tiny
- 2011 Powerless – als Leah
- 2008 The Understudy – als Simone
- 2008 Death in Love – als jonge moeder
- 2005 Witches of the Caribbean – als Clara

### Televisieseries
Uitgezonderd eenmalige gastrollen.
- 2007 – 2022 Law & Order: Special Victims Unit – als rechercheur Amanda Rollins – 254+ afl.
- 2022 Law & Order: Organized Crime - als rechercheur Amanda Rollins - 2 afl.
- 2014 Chicago P.D. - als rechercheur Amanda Rollins - 2 afl.
- 2014 Chicago Fire - als rechercheur Amanda Rollins.
- 2011 - 2014 The Good Wife – als Sophia Russo – 4 afl.
- 2010 – 2011 Chase – als Annie Frost – 18 afl.
- 2010 Past Life – als Dr. Kate McGinn – 9 afl.
- 2006 – 2009 The Burg – als Courtney – 14 afl.
- 2007 Damages – als Heather MacDonald – 2 afl.
- 2005 – 2007 All My Children – als Di Henry – 115 afl.

- Gemeinsame Normdatei: 1300194316
- International Standard Name Identifier: 0000 0003 8250 6023
- Library of Congress Control Number: no2012126107
- Virtual International Authority File: 264847300
- WorldCat: E39PBJyGYkrXcWVm3YRq97rrMP